# Рипстоп
Ріпстоп (англ. ripstop < rip — «рвись» +‎ stop — «стій», «стоп») — тип тканини зі спеціальним зміцнюючим плетінням. Як правило, нитки підсилення виготовляються з поліестеру або нейлону. У структуру тканини навхрест вводяться рівновіддалені нитки посилення. Інтервали між нитками становлять від 5 до 8 мм. У перших тканинах подібного типу нитки посилення вельми помітні, вони роблять спочатку тонку тканину досить об'ємною. У сучасніших зразках таке посилення є менш помітним.
Переваги тканини рипстоп: прийнятне співвідношення міцність/вага, за рахунок зміцнюючих ниток дрібні порізи і дірки не можуть вільно розійтися на такій тканині. Ріпстоп виготовляється з різними характеристиками текстури, ваги, водонепроникності, водостійкості, вогнетривкості, пористості (проникнення повітря чи води). Текстура варіюється від м'якої до грубої і жорсткої.
У загальному випадку ріпстоп виготовляється шляхом вплетення пересічних нейлонових ниток в основний матеріал. Для тканини рипстоп можуть бути використані різні матеріали, в тому числі бавовна, шовк, поліестер, поліпропілен, де нейлон присутній виключно в складі ниток посилення.
Застосовується при виготовленні військової форми, наметів тощо.